# Mariner 10
Mariner 10 je bila zadnja medplanetarna vesoljska sonda v Nasinem vesoljskem Programu Mariner, ki je obletela planet Merkur leta 1975. Izstrelili so jo 3. novembra 1973 z raketo nosilko Atlas-Centaur (#34) in je do Merkurja potovala 5 mesecev. Fotografirala je le eno njegovo stran.
Mariner 10 je bilo prvo vesoljsko plovilo, ki je izkoristilo gravitacijo za popravke smeri in pospešek, prav tako pa tudi prvo, ki je v ta namen izkoristilo sončni veter.